# Hôtel de Vigny
L’hôtel de Vigny, dit aussi hôtel Bordier, est un hôtel particulier situé à Paris en France.

## Localisation
Il est situé au 10 rue du Parc-Royal, dans le 3e arrondissement de Paris. 

## Histoire
L'hôtel a été construit au printemps 1618 par Charles Margonne sur un terrain acheté aux héritiers du jardinier René Jacquelin. Le 24 avril 1618, pour les travaux de l'hôtel, l'entrepreneur Jean Thiriot qui avait construit les deux maisons des numéros 6 et 8 de la rue du Parc-Royal, passe un marché avec Julien Prouvat, maître des œuvres de charpenterie des bâtiments de la ville de Paris. Le 30 mars 1628, l'hôtel est vendu à   Jacques Bordier, intendant des finances de la reine Anne d'Autriche. Entre 1645 et 1648, Louis Le Vau travaille à l'agrandissement du bâtiment. En 1661, il fut vendu par les héritiers de Jacques Bordier à Anne de Villers et son époux Louis Girard, seigneur de la Cour de Bois, qui l'ont somptueusement décoré et transformé. Jean Girardin des Préaux l'acquis et sa famille le vendit en 1764 à la veuve de Jacques Olivier de Vigny, marquis de Courquetaine, dans la famille de laquelle il resta jusqu'à la Révolution.
Dans les années 1960, le ministère de l'Éducation Nationale a envisagé de détruire l'hôtel pour y édifier une école ; la commission des monuments historiques est parvenue à le sauver.
Ce bâtiment fait l’objet de multiples inscriptions au titre des monuments historiques :
- Le plafond du XVIIIe siècle inscrit depuis le 13 avril 1928 ;
- Les façades et les toitures, les deux plafonds à poutres décorées se trouvant au rez-de-chaussée et le grand escalier intérieur en pierre inscrits depuis le 1er mars 1961.